# 甘肃交通职业技术学院
甘肃交通职业技术学院，是一所位于中国甘肃省兰州市安宁区的一所公立大专院校。

## 简介
学院的前身是成立于1956年的甘肃省交通学校，2003年4月经甘肃省省政府批准，成立现甘肃交通职业技术学院。2009年4月由甘肃省交通运输厅划转至甘肃省教育厅。2019年5月被认定为“甘肃省优质高等职业院校”。现有校区包括兰州市安宁区校本部校区、兰州市城关区雁滩东校区和一个在建校区——兰州新区职教园新区校区。

## 外部連結
- 官网 （页面存档备份，存于）